# Айткулов, Ильшат Нургалиевич
Ильшат Нургалиевич Айткулов (баш. Ильшат Нурғәли улы Айытҡолов; 15 февраля 1969, с. Зобово, Шарлыкский район, Оренбургская область) — советский и российский футболист, выступавший на позиции полузащитника. Бессменно выступал за футбольный клуб «Газовик» Оренбург. Позже — тренер клуба.

## Биография

### Карьера игрока
Всю свою профессиональную карьеру Айткулов провёл в клубе «Газовик» Оренбург, за который сыграл 397 матчей и забил 40 мячей. Долгое время являлся капитаном команды. Завершил карьеру игрока в 2003 году.

### Тренерская карьера
С 2005 года стал работать тренером в команде. В 2004, 2005 и 2009 годах занимал должность исполняющего обязанности главного тренера после отставок Евгения Смертина, Виктора Федулова и Александра Аверьянова соответственно.
В 2011 и 2017 годах также был исполняющим обязанности главного тренера, но тогда команда не провела под его руководством ни одного матча.
23 мая 2020 года был назначен временно исполняющим обязанности главного тренера после отставки Константина Емельянова. В клубе сообщили, что Айткулов проработает до конца сезона, а дальнейшая его судьба будет зависеть от результатов. Из-за отсутствия у Айткулова необходимой тренерской лицензии 19 июня в качестве главного тренера де-юре был заявлен входящий в тренерский штаб команды Константин Парамонов. 3 октября 2024 года  был назначен временно исполняющим обязанности главного тренера после отставки Давида Деограсии.